# Orahovica (Zenica, BiH)
Orahovica je naseljeno mjesto u gradu Zenici, Federacija Bosne i Hercegovine, BiH.

## Povijest
Područje Orahovice naseljeno je još u prapovijesti. Nađeni su arheološki nalazi.
Naseljeno mjesot Orahovica nastalo je 1981. godine spajanjem ukinutih naseljenih mjesta: Babići, Kovačevići, Rajčevići i Spahići.

## Stanovništvo

### Popisi 1971. – 1991.
| Orahovica          |                |
| godina popisa      | 1991.          |
| Muslimani          | 2.520 (99,40%) |
| Srbi               | 2 (0,07%)      |
| Hrvati             | 0              |
| Jugoslaveni        | 10 (0,39%)     |
| ostali i nepoznato | 3 (0,11%)      |
| ukupno             | 2.535          |

### Popis 2013.
| Orahovica          |                |
| godina popisa      | 2013.          |
| Bošnjaci           | 2.404 (99,46%) |
| Hrvati             | 0              |
| Srbi               | 0              |
| ostali i nepoznato | 13 (0,54%)     |
| ukupno             | 2.417          |